# 汉斯廷山
汉斯廷山（Mons Hansteen）是月球西南部一座起源于火山的山丘，原以它旁边的汉斯廷陨石坑而被称作「汉斯廷阿尔法（α）」，1976年国际天文联合会正式以挪威地球物理学家及天文学家「克里斯托弗·汉斯廷」（Christopher Hansteen）之名命名了它。
汉斯廷山坐落于风暴洋南侧，底部大致呈三角形状，其中东侧边最长，大约有30公里，它的中心月面坐标为南纬12.1°、西经50°。汉斯廷山西北是汉斯廷陨石坑，南面是底表幽暗的比伊陨石坑。比伊陨石坑被认为较汉斯廷陨坑更年轻，表面覆盖了一层火山喷发物。